# Liste der Biografien/Wolk
Liste der Biografien |
Portal Biografien |
Personensuche
# |
A |
B |
C |
D |
E |
F |
G |
H |
I |
J |
K |
L |
M |
N |
O |
P |
Q |
R |
S |
T |
U |
V |
W |
X |
Y |
Z |
?
 
Wa |
Wc |
Wd |
We |
Wh |
Wi |
Wj |
Wl |
Wn |
Wo |
Wr |
Ws |
Wt |
Wu |
Ww |
Wy |
Wz
 
Woa |
Wob |
Woc |
Wod |
Woe |
Wof |
Wog |
Woh |
Woi |
Woj |
Wok |
Wol |
Wom |
Won |
Woo |
Wop |
Wor |
Wos |
Wot |
Wou |
Wov |
Wow |
Wox |
Woy |
Woz
 
Wola |
Wolb |
Wolc |
Wold |
Wole |
Wolf |
Wolg |
Wolh |
Woli |
Wolj |
Wolk |
Woll |
Wolm |
Woln |
Wolo |
Wolp |
Wolr |
Wols |
Wolt |
Wolv |
Woly |
Wolz
Die Liste der Biografien führt alle Personen auf, die in der deutschsprachigen Wikipedia einen Artikel haben. Dieses ist eine Teilliste mit 162 Einträgen von Personen, deren Namen mit den Buchstaben „Wolk“ beginnt.

## Wolk
- Wölk, Andrea (1964–2024), deutsche Autorin
- Wölk, Andreas (* 1979), deutscher Badmintonspieler und Reisebuchautor
- Wolk, Burkhard (* 1949), deutscher Gitarrist, Ensembleleiter, Musikpädagoge, Autor und Rezitator
- Wolk, Christoph (* 1979), deutscher American-Football-Spieler
- Wölk, Ekkehard (* 1967), deutscher Jazzpianist und Komponist
- Wölk, Emil (1903–1944), deutscher kommunistischer Widerstandskämpfer
- Wölk, Hermann (* 1902), deutscher Landrat
- Wölk, Holger (* 1968), deutscher Schwimmer, Goldmedaillengewinner der Paralympischen Spiele
- Wolk, Igor Petrowitsch (1937–2017), sowjetischer Kosmonaut, Pilot
- Wölk, Ingrid (* 1953), deutsche Historikerin und Archivarin
- Wolk, James (* 1985), US-amerikanischer SchauspielerJames Wolk (* 1985)

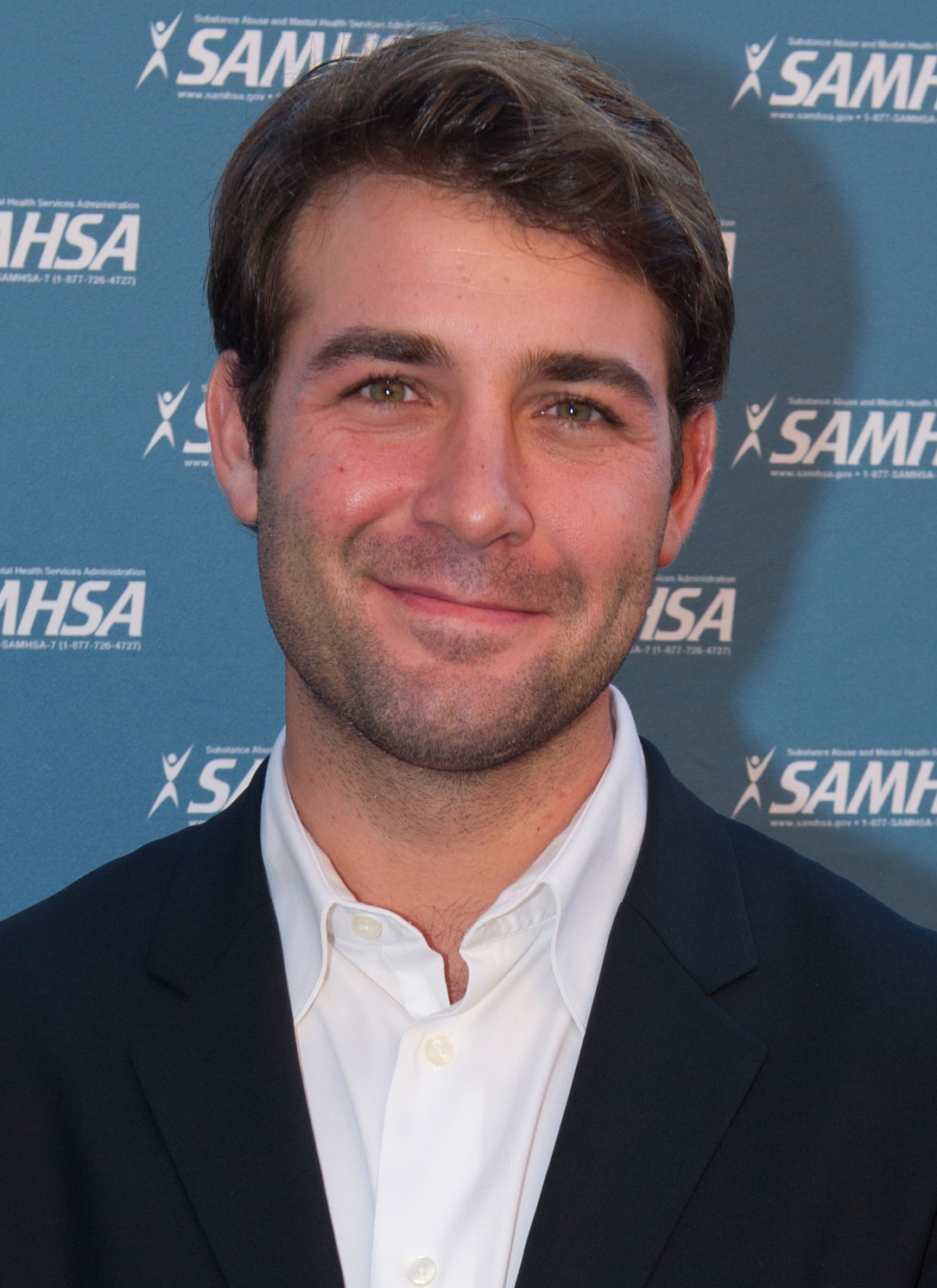
James Wolk (* 1985)

- Wolk, Jonathan (* 1999), paraguayischer Leichtathlet
- Wölk, Kevin (* 1985), deutscher Fußballspieler
- Wołk, Krzysztof, polnischer Informatiker
- Wolk, Lauren (* 1956), US-amerikanische Schriftstellerin
- Wölk, Lieven (* 1990), deutscher ehemaliger Schauspieler und Historiker
- Wolk, Matthias (* 1970), deutscher TV- und Radiomoderator, Journalist und Videoproduzent
- Wolk, Moiken (* 1981), deutsche Fußballschiedsrichterin
- Wölk, Monique (* 1976), deutsche Politikerin (SPD), MdL
- Wölk, Nadine (* 1979), deutsche Künstlerin
- Wolk, Piet van der (1892–1952), niederländischer Fußballspieler
- Wolk, Tom (1951–2010), US-amerikanischer Musiker
- Wölk, Volkmar (* 1952), deutschsprachiger Rechtsextremismus-Forscher, antifaschistischer Aktivist und Publizist
- Wolk, Winfried (* 1941), deutscher Grafiker und Maler

### Wolka
- Wolkan, Rudolf (1860–1927), böhmisch-österreichischer Bibliothekar und Literaturhistoriker
- Wolkau, Arzjom (* 1985), belarussischer Eishockeyspieler
- Wolkau, Sachar (* 1997), belarussischer Fußballspieler

### Wolke
- Wolke, Achmed (* 1968), deutscher Radrennfahrer
- Wolke, Bruno (1904–1973), deutscher Radrennfahrer
- Wolke, Christian Heinrich (1741–1825), deutscher Pädagoge der Aufklärung
- Wolke, Jutta (* 1953), deutsche Diplomatin
- Wolke, Manfred (1943–2024), deutscher Olympiasieger im Boxen und BoxtrainerManfred Wolke (1943–2024)

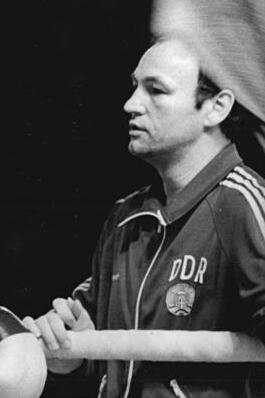
Manfred Wolke (1943–2024)

- Wolke, Martin (* 1971), deutscher Bildhauer
- Wolke, Reinhart R. (1934–2005), deutscher Maler und Bildhauer
- Wolke, Robert (1928–2021), US-amerikanischer Chemiker und Sachbuchautor
- Wolke, Rudolf (1906–1979), deutscher Radrennfahrer
- Wölke, Sonja (* 1956), sorbische Slawistin
- Wolken, Karl Alfred (1929–2020), deutscher Dichter und Schriftsteller
- Wolken, Otto (1903–1975), österreichischer Häftlingsarzt im KZ Auschwitz-Birkenau
- Wolken, Rudolph (1881–1956), deutsch-US-amerikanischer Ringer
- Wölken, Tiemo (* 1985), deutscher Politiker (SPD), MdEPTiemo Wölken (* 1985)

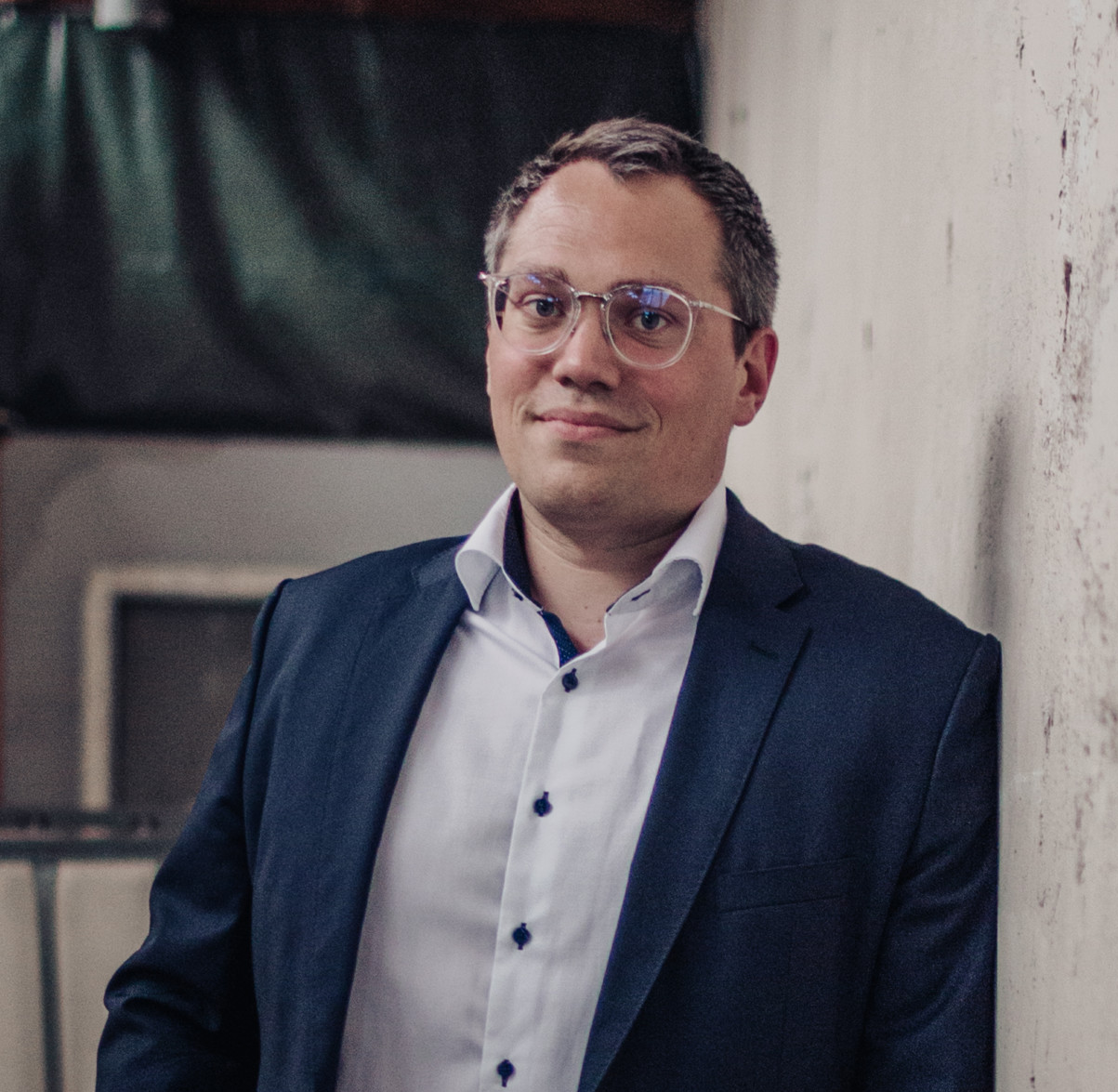
Tiemo Wölken (* 1985)

- Wolkenfeld, Gabriel (* 1985), deutscher Schriftsteller
- Wolkenhauer, Anja (* 1967), deutsche Klassische Philologin
- Wolkenhauer, August (1877–1915), deutscher Geograph, Kartographiehistoriker und Hochschullehrer
- Wolkenhauer, Katharina (* 1957), deutsche Journalistin und Fernsehmoderatorin
- Wolkenhauer, Olaf (* 1966), deutscher Ingenieur und Regelungstechniker
- Wolkenhauer, Wilhelm (1845–1922), deutscher Pädagoge und Geograf
- Wolkenstein, Fabio (* 1987), österreichischer Politikwissenschaftler
- Wolkenstein, Julie (* 1968), französische Schriftstellerin
- Wolkenstein, Ljudmila Alexandrowna (1855–1906), russische Revolutionärin und Mitglied der Narodnaja Wolja
- Wolkenstein, Marx Sittich von (1563–1619), Tiroler Adeliger und Chronist
- Wolkenstein, Michael (* 1940), österreichischer Filmproduzent
- Wolkenstein, Michail Wladimirowitsch (1912–1992), russischer Biophysiker
- Wolkenstein, Nikolaus von (1587–1624), Bischof von Chiemsee
- Wolkenstein, Rolf S. (* 1958), deutscher Filmregisseur, Dokumentarfilmer und Autor
- Wolkenstein, Sanmicheli (1873–1910), deutscher Architekt
- Wolkenstein, Theobald von († 1491), Bischofselekt für Trient (1444–1446)
- Wolkenstein-Rodeneck, Claudia Seraphica von († 1688), Äbtissin im Stift Freckenhorst und Stift Heerse
- Wolkenstein-Rodeneck, Georg Ulrich von (1598–1663), kaiserlicher Diplomat
- Wolkenstein-Rodenegg, Arthur von (1837–1907), österreichischer Adeliger, Schriftsteller und Politiker
- Wolkenstein-Rodenegg, Michael von († 1523), kaiserlicher Rat und Hofmeister
- Wolkenstein-Rodenegg, Theodor von († 1795), kaiserlicher Generalmajor sowie Landoberst von Tirol
- Wolkenstein-Trostburg, Adam von (* 1583), Komtur des Deutschen Ordens und kaiserlicher Kämmerer
- Wolkenstein-Trostburg, Anton Dominikus von († 1730), Fürstbischof von Trient
- Wolkenstein-Trostburg, Anton von (1832–1913), österreichischer Diplomat
- Wolkenstein-Trostburg, Leopold von (1800–1882), österreichischer Adeliger und Landeshauptmann von Tirol
- Wolkenstein-Trostburg, Peter Anton von († 1729), Reichsgraf und kurpfälzischer Kammerherr
- Wolkenstein-Trostburg, Sigmund Ignaz von (1644–1696), Bischof von Chiemsee
- Wolker, Hans (1914–2000), österreichischer Journalist und aktiver Kommunist
- Wolker, Jiří (1900–1924), tschechischer Dichter
- Wolker, Ludwig (1887–1955), deutscher Geistlicher, Mitglied der katholischen Jugendbewegung und Mitbegründer des Bundes der Deutschen Katholischen Jugend
- Wölkerling, Gustav (1882–1954), Spion
- Wolkers, Jan (1925–2007), niederländischer Schriftsteller und Künstler
- Wolkersdörfer, Hans (1893–1966), deutscher Politiker (NSDAP), MdR
- Wolkerstorfer, Josef (1905–1990), österreichischer Hutmacher, Unternehmer und Politiker (NSDAP)
- Wölkert, Rudi (* 1911), deutscher Radrennfahrer

### Wolki
- Wölki, Konrad (1904–1983), deutscher Komponist, Mandolinist und Musikpädagoge
- Wölki, Laura (* 1994), deutsche Schauspielerin
- Wolkinger, Franz (1936–2017), österreichischer Botaniker und Naturschützer
- Wolkinger, Thomas (* 1968), österreichischer Journalist

### Wolko
- Wolko, Johannes (* 1986), deutscher Synchronsprecher und Schauspieler
- Wolko, Roman (* 1985), deutscher Synchronsprecher
- Wolkogonow, Dmitri Antonowitsch (1928–1995), sowjetischer 3-Sterne-General, Philosophieprofessor und Historiker
- Wolkonskaja, Marija Nikolajewna (1806–1863), russische Begründerin des Sozialsystems in SibirienMarija Nikolajewna Wolkonskaja (1806–1863)

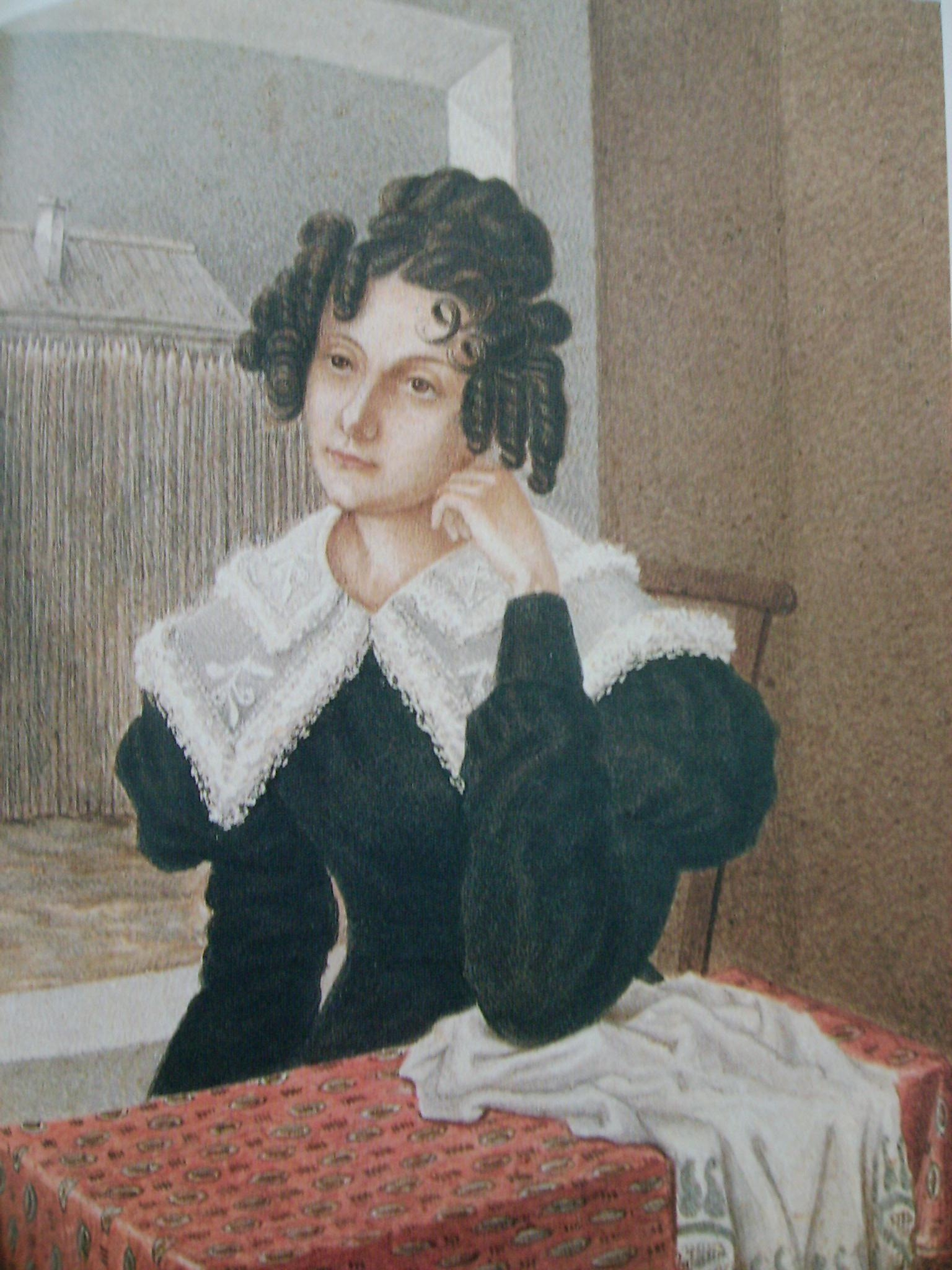
Marija Nikolajewna Wolkonskaja (1806–1863)

- Wolkonskaja, Sinaida Alexandrowna (1792–1862), russische Fürstin und Hofdame
- Wolkonski, Alexander Michailowitsch (1866–1934), russischer Oberst und Geistlicher
- Wolkonski, Alexei Nikititsch (1720–1781), russischer Fürst, Generalmajor
- Wolkonski, Andrei Michailowitsch (1933–2008), russischer Komponist und Cembalist
- Wolkonski, Dmitri Alexandrowitsch (1790–1838), russischer Fürst, Generalmajor
- Wolkonski, Dmitri Michailowitsch (1770–1835), russischer Fürst, Generalleutnant und Gouverneur
- Wolkonski, Dmitri Petrowitsch (1764–1812), russischer Fürst, Generalleutnant
- Wolkonski, Grigori Petrowitsch (1808–1882), russischer Fürst und Staatsrat
- Wolkonski, Grigori Semjonowitsch (1742–1824), russischer Fürst, General und Militärgouverneur
- Wolkonski, Iwan Fjodorowitsch († 1641), russischer Fürst, Feldherr
- Wolkonski, Michail Nikititsch (1713–1788), russischer Fürst, General en chef
- Wolkonski, Michail Nikolajewitsch (1860–1917), russischer Fürst, Schriftsteller
- Wolkonski, Michail Sergejewitsch (1832–1909), russischer Fürst und Geheimrat
- Wolkonski, Nikita Grigorjewitsch (1781–1844), russischer Fürst, Generalmajor und Geheimrat
- Wolkonski, Nikolai Sergejewitsch (1753–1821), russischer Fürst, General der Infanterie
- Wolkonski, Nikolai Sergejewitsch (1848–1910), russischer Fürst, Politiker und Mitglied der Staatsduma
- Wolkonski, Pjotr Grigorjewitsch (1803–1857), russischer Fürst, Generalmajor
- Wolkonski, Pjotr Michailowitsch (1776–1852), russischer Fürst
- Wolkonski, Semjon Fjodorowitsch (1703–1768), russischer Fürst, General der Kavallerie
- Wolkonski, Sergei Fjodorowitsch (1715–1784), russischer Fürst, Generalmajor
- Wolkonski, Sergei Grigorjewitsch (1788–1865), russischer Fürst und einer der aktivsten Dekabristen
- Wolkonski, Sergei Michailowitsch (1860–1937), estnischer Musik- und Theaterpädagoge
- Wolkonski, Sergei Sergejewitsch (1856–1916), russischer Fürst, Politiker und Mitglied der Staatsduma
- Wolkonski, Wladimir Iwanowitsch (1640–1694), russischer Fürst
- Wolkonski, Wladimir Michailowitsch (1868–1953), russischer Politiker und Dumavorsitzender
- Wolkonski, Wladimir Wiktorowitsch (1866–1914), russischer Politiker und Mitglied der Duma
- Wolkow, Alexander Alexandrowitsch (1885–1942), russischer Filmregisseur, Drehbuchautor und Darsteller
- Wolkow, Alexander Alexandrowitsch (* 1948), russischer und sowjetischer Kosmonaut
- Wolkow, Alexander Alexandrowitsch (* 1985), russischer Volleyballspieler
- Wolkow, Alexander Melentjewitsch (1891–1977), russischer Schriftsteller und HochschullehrerAlexander Melentjewitsch Wolkow (1891–1977)

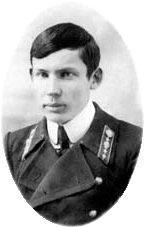
Alexander Melentjewitsch Wolkow (1891–1977)

- Wolkow, Alexander Nikolajewitsch (1886–1957), russischer Maler
- Wolkow, Alexander Sergejewitsch (* 1978), russischer Skispringer
- Wolkow, Alexander Wladimirowitsch (1967–2019), russischer Tennisspieler
- Wolkow, Alexander Wladimirowitsch (* 1997), russischer Eishockeyspieler
- Wolkow, Alexei Anatoljewitsch (* 1988), russischer Biathlet
- Wolkow, Alexei Wladimirowitsch (* 1980), russischer Eishockeytorwart und -funktionär
- Wolkow, Andrei Walerjewitsch (* 1986), russischer Freestyle-Skisportler
- Wolkow, Dmitri Arkadjewitsch (1966–2025), sowjetischer Schwimmer
- Wolkow, Dmitri Wassiljewitsch (1925–1996), sowjetisch-ukrainischer theoretischer Physiker
- Wolkow, Fjodor Grigorjewitsch (1729–1763), russischer Theaterbegründer, Schauspieler und Regisseur
- Wolkow, Igor Wladimirowitsch (* 1983), russischer Eishockeyspieler
- Wolkow, Juri Alexandrowitsch (1937–2016), sowjetischer Eishockeyspieler
- Wolkow, Konstantin Jurjewitsch (* 1960), russischer Stabhochspringer und Politiker
- Wolkow, Konstantin Nikolajewitsch (* 1985), russischer Eishockeyspieler
- Wolkow, Konstantin Sergejewitsch (* 1907), sowjetischer Science-Fiction-Autor
- Wolkow, Leonid Iwanowitsch (1934–1995), russischer Eishockeyspieler
- Wolkow, Leonid Michailowitsch (* 1980), russischer Politiker, Bürgerrechtler, DissidentLeonid Michailowitsch Wolkow (* 1980)

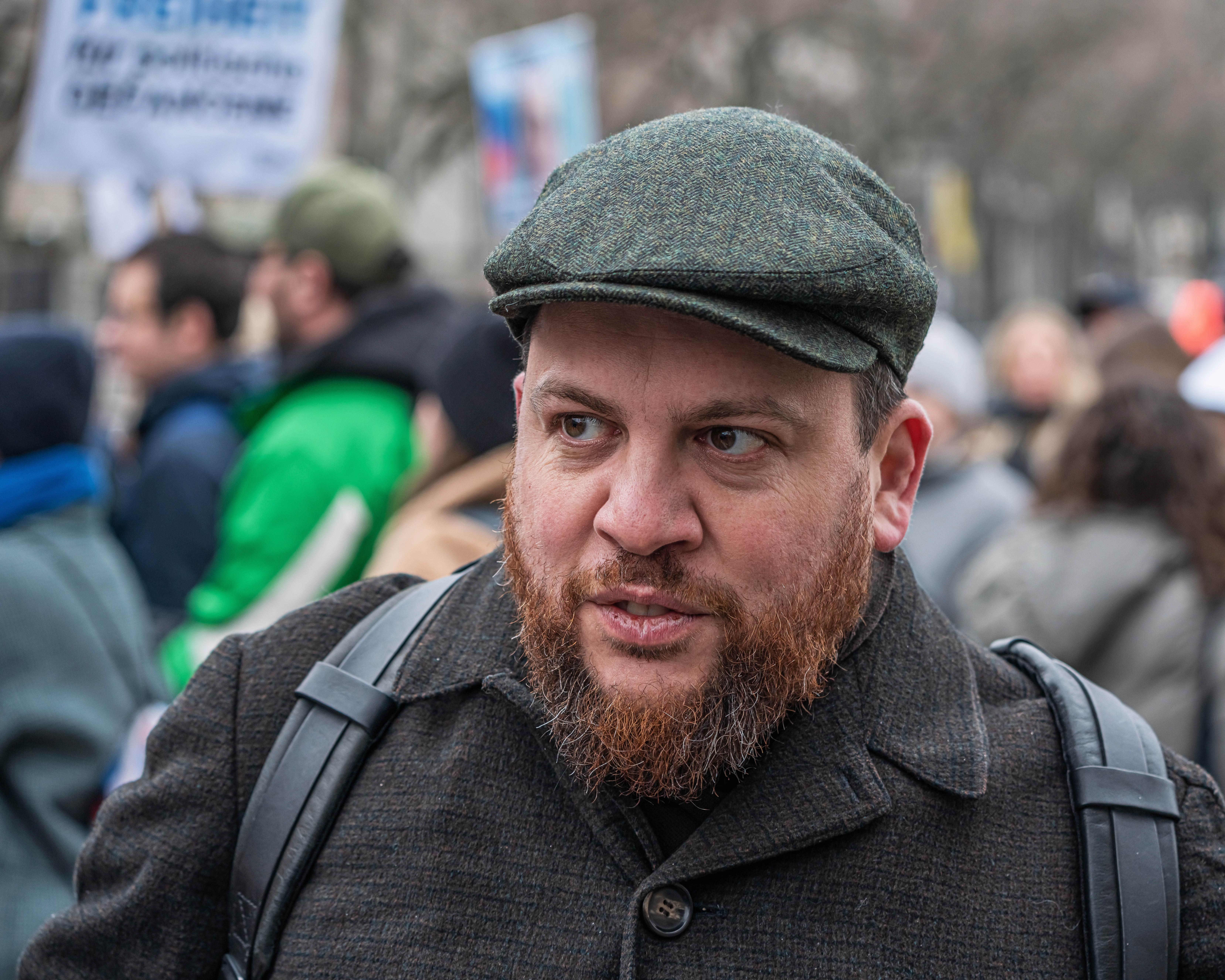
Leonid Michailowitsch Wolkow (* 1980)

- Wolkow, Nikolai Nikolajewitsch (1904–1953), sowjetischer Ethnograph
- Wolkow, Oleg Wassiljewitsch (1900–1996), russischer Schriftsteller, Publizist und Übersetzer
- Wolkow, Oleksandr (* 1964), ukrainischer Basketballspieler und Politiker
- Wolkow, Peter († 1516), Dompropst von Schwerin und letzter Bischof von Schwerin
- Wolkow, Sergei Alexandrowitsch (* 1973), russischer Kosmonaut
- Wolkow, Sergei Jewgenjewitsch (* 2002), russischer Fußballspieler
- Wolkow, Sergei Nikolajewitsch (1949–1990), russischer Eiskunstläufer
- Wolkow, Sergei Walerjewitsch (* 1987), russischer Freestyle-Skisportler
- Wolkow, Sergei Wiktorowitsch (* 1974), russischer Schachgroßmeister
- Wolkow, Sergej (* 1988), kasachischer Fußballspieler
- Wolkow, Stanislaw (* 1988), russischer Bahn- und Straßenradrennfahrer
- Wolkow, Wladimir Alexandrowitsch (* 1960), russischer Jazzbassist
- Wolkow, Wladimir Wassiljewitsch (1921–1986), sowjetischer Zehnkämpfer und Weitspringer
- Wolkow, Wladislaw Nikolajewitsch (1935–1971), sowjetischer Kosmonaut
- Wolkowa, Alla Wiktorowna (* 1968), russische Fußballspielerin
- Wolkowa, Anna Fjodorowna († 1876), russische Chemikerin
- Wolkowa, Anna Nikolajewna (1902–1973), russische Modedesignerin und Spionin
- Wolkowa, Jekaterina Gennadjewna (* 1978), russische Lang- und Hindernisläuferin
- Wolkowa, Jelena Jurjewna (* 1968), russische Schwimmerin und Weltmeisterin
- Wolkowa, Jewgenija Dmitrijewna (* 1987), russische Biathletin
- Wolkowa, Julija Olegowna (* 1985), russische Sängerin und SchauspielerinJulija Olegowna Wolkowa (* 1985)

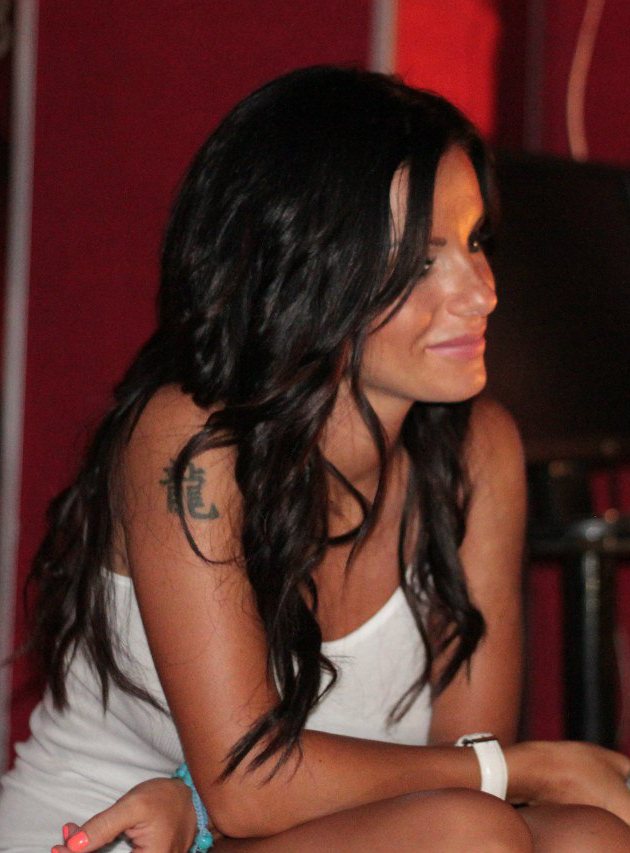
Julija Olegowna Wolkowa (* 1985)

- Wolkowa, Olha (* 1986), ukrainische Freestyle-Skisportlerin
- Wolkowa, Sinaida Lwowna (1901–1933), russische Revolutionärin und Tochter von Leo Trotzki
- Wołkowicz, Zbigniew (* 1970), polnischer römisch-katholischer Geistlicher, Weihbischof in Łódź
- Wolkowitch, Bruno (* 1961), französischer Schauspieler
- Wolkowitsch, Maurice (1920–2022), französischer Résistancekämpfer, Verkehrsgeograph und Hochschullehrer
- Wolkowizki, Wadim Jurjewitsch (* 1956), russischer Generalleutnant
- Wołkowski, Andrzej (1913–1995), polnischer Eishockeyspieler und -trainer
- Wołkowski, Bogdan (* 1957), polnischer Billardspieler
- Wolkowyski, Rubén (* 1973), polnisch-argentinischer Basketballspieler

### Wolky
- Wolky, Friedrich Gideon von (1735–1803), preußischer Generalleutnant, Chef des Husarenregiments Nr. 10